# La Trinitat Vella
La Trinitat Vella, conocido en español como Trinidad Vieja, es uno de los siete barrios que integran el distrito de San Andrés de Barcelona. Tiene una superficie de 0,80 km² y una población de más de 10.100 habitantes (2020).

## Deporte
Tiene presencia futbolística en la Federació Catalana de Futbol con el CD Trinidad (1928), la Penya Blaugrana Trinitat Vella (1992) y el CD Cerro (1960). Este último, campeón de Cataluña en la temporada 1971/1972.

## Personajes ilustres
- Pare Manel
- Jesús Olmo
- Juan Antonio Bayona